# Хайнрих II фон Геворе
Хайнрих II фон Геворе (на немски: Heinrich II von Gevore; на латински: Henricus de Geuure; * ок. 1140; † сл. 1220) е господар на Геворе. По-късно фамилията му се нарича господари на Билщайн.

## Произход, управление и наследство
Той е син на Хайнрих I фон Геворе († сл. 1173) и съпругата му фон Валдек, дъщеря на Бернхард фон Валдек.
Внук е на Херман фон Бозенхаген († сл. 1134) и на дъщерята на Тиемо фон Графшафт. Племенник е на Герхард фон Хахен, фогт на Менден-Графшафт († сл. 1173) и брат на Бернхард фон Геворе († сл. 1225).
Хайнрих II живее в замък Пепербург близо до Гревенбрюк (днес част в Ленещат). През 1171 г. е свидетел в документ на Филип I фон Хайнсберг, архиепископ на Кьолн. През 1216/1217 г. той присъства на дворцовото събрание в Кьолн на архиепископ Енгелберт I фон Кьолн.
Наследен е от синът му Дитрих I фон Билщайн, който строи замък Билщайн и през 1225 г. се преименува на фон Билщайн.

## Фамилия
Хайнрих II фон Геворе се жени за Ирмгард фон Арнсберг-Ритберг († сл. 1225), (вероятно незаконна) дъщеря на граф Хайнрих I фон Арнсберг-Ритберг († сл. 1203). Те имат децата:
- Дитрих I фон Билщайн (* ок. 1202; † пр. 1245/ сл. 1255), господар на Билщайн, женен за Мехтилд фон Арберг-Ритберг († 13 октомври 1292)
- Хайнрих фон Геворе († ок. 1261), приор в Св. Северин в Кьолн (1217 – 1261), свещеник в Коршенбройх (1223 – 1260), домхер във Вормс (1241)
- Готфрид фон Геворе († сл. 1239), домхер в Кьолн (1225), приор в Св. Патрокли в Соест (1230)
- дъщеря († сл. 1225/1229), монахиня в Румбек